# Річард Ґренвілл (офіцер британської армії)
Генерал Річард Ґренвілл (6 липня 1742 — 22 квітня 1823) — старший офіцер британської армії та політик, який засідав у Палаті громад з 1774 по 1780 рік.

## Біографія
Ґренвілл був другим сином Джеймса Ґренвілла і був братом-близнюком Джеймса Ґренвілла, 1-го барона Ґластонбері . Він навчався в Ітонському коледжі з 1754 по 1758 рр. , а в 1759 р. пішов до армії хорунжим 1-го гвардійського піхотного полку.
Ґренвілл отримав звання капітана в 1760 році, створивши окрему роту, а 7 травня 1761 року його перевели до роти 24-го піхотного полку . Він служив у кампаніях 1761 і 1762 років у Німеччині, будучи ад'ютантом маркіза Ґранбі. У 1772 році він придбав компанію в Колдстрімській гвардії, а в 1776 році він супроводжував бригаду гвардійців до Америки. 19 лютого 1779 року він отримав чин полковника, 20 листопада 1782 року — головного майора, 21 квітня 1786 року — довічний полковник 23-го піхотного полку, а 3 травня 1796 року — чин генерал-лейтенанта.   У 1798 році його було призначено комендантом гарнізону в Плімуті за відсутності губернатора , а 1 січня 1801 року він отримав звання генерала.
Ґренвілл повернувся членом парламенту від Бекінґема разом зі своїм братом-близнюком Джеймсом через сімейні інтереси на загальних виборах 1774 року. Схоже, що його військова діяльність завадила йому зробити значний внесок у парламент. Чи то за власним вибором, чи то за ініціативою лорда Темпла, він не пішов у парламент у 1780 році .
Ґренвілл керував установою принца Фредеріка Августа в Ганновері приблизно з 1781 до 1787 року, потім служив контролером і господарем дому його як герцога Йоркського з 1788 до 1823 року 
Ґренвілл помер неодруженим у 1823 році.